# 1543 en arts plastiques
| Années des arts plastiques : 1540 - 1541 - 1542 - 1543 - 1544 - 1545 - 1546    |
| Décennies des arts plastiques : 1510 - 1520 - 1530 - 1540 - 1550 - 1560 - 1570 |

Cette page concerne l'année 1543 en arts plastiques.

## Œuvres

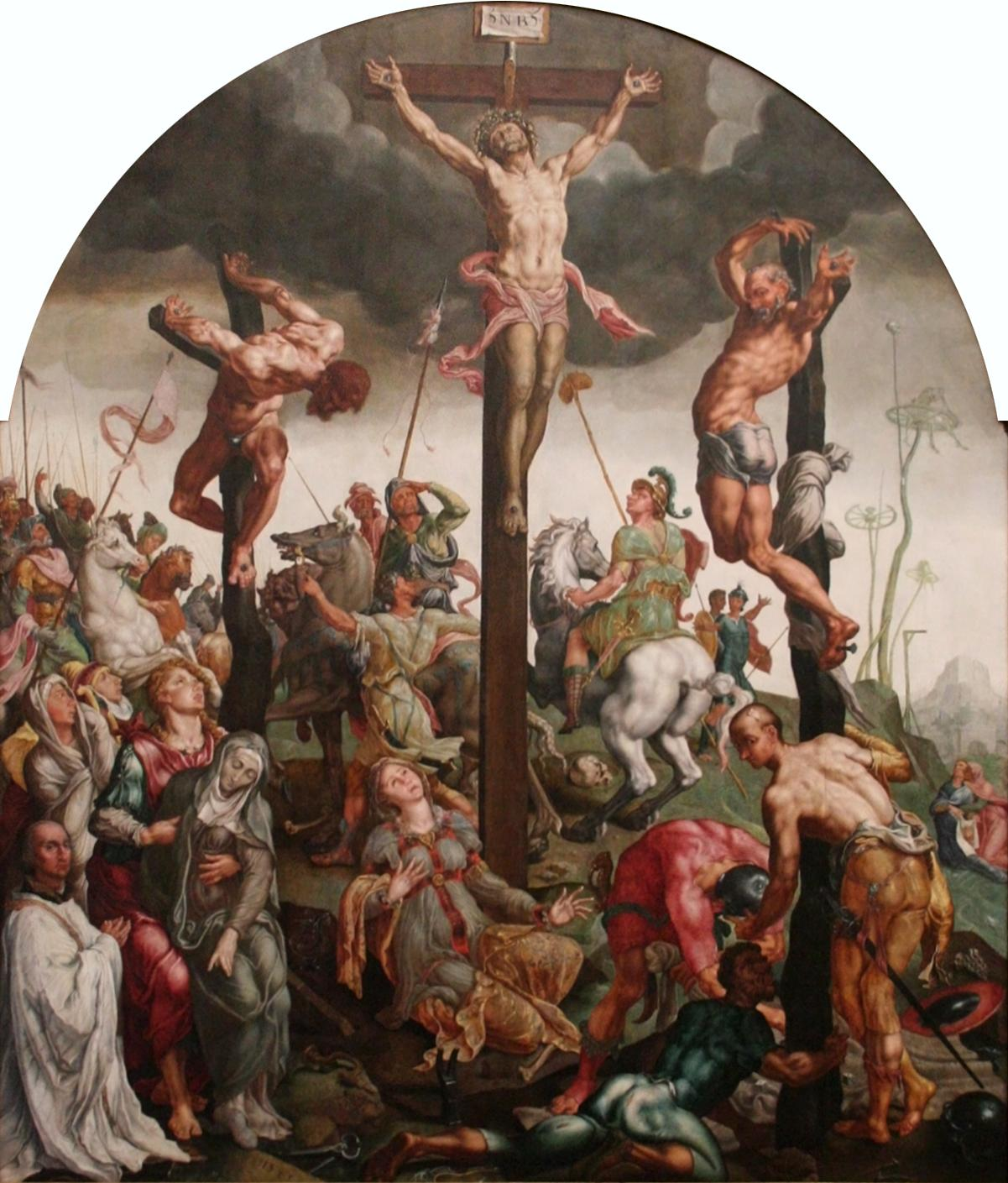
Crucifixion, Maarten van Heemskerck.

## Naissances
- 26 février : Kanō Eitoku, peintre japonais de l'école Kanō († 12 octobre 1590),
- ? :
  - Taddeo Carlone, sculpteur d'origine tessinoise († 25 mars 1613),
  - Alessandro Fei, peintre maniériste italien de l'école florentine de l'atelier de Ghirlandaio († 1592),
  - Quentin Metsys le Jeune, peintre flamand († 1589),
- Vers 1543 :
- François Quesnel, peintre et dessinateur français († 1616),

## Décès
- 3 mai : Altobello Melone, peintre italien (° vers 1491),
- 29 novembre : Hans Holbein le Jeune, peintre et graveur allemand (° vers 1497),
- Cesare Cesariano, peintre et architecte italien (° 1475),
- Vers 1543 :
- Wilhem Ziegler, peintre allemand (° vers 1480).